# Юмправа (Огрский край)
Ю́мправа (латыш. Jumprava) — населённый пункт в Огрском крае Латвии. Административный центр Юмправской волости. Расстояние до города Лиелварде составляет около 19 км, до города Огре — около 36 км.
По данным на 2018 год, в населённом пункте проживало 1102 человека. Есть волостная администрация, средняя школа, музыкальная и художественная школа, детский сад, дом культуры, библиотека, платформа Юмправа на железнодорожной линии Рига — Крустпилс.

## История
В советское время населённый пункт был центром Юмправского сельсовета Огрского района. В селе располагалась центральная усадьба совхоза «Огре».